# Save Your Kisses for Me

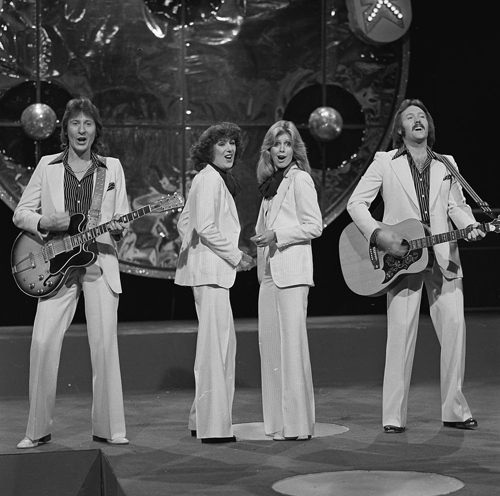
Brotherhood of Man durante una actuación de 1977. A la izquierda figura Lee Sheriden, autor de "Save Your Kisses for Me".

«Save Your Kisses for Me» (traducible como Guarda tus besos para mí) fue la canción que venció en el Festival de la Canción de Eurovisión 1976. El tema fue interpretado en representación del Reino Unido por Brotherhood of Man, y se convirtió en su canción más reconocida al conseguir el Disco de Platino.

## Participación en Eurovisión
La canción fue escrita originalmente en agosto de 1974 por Lee Sheriden, miembro de Brotherhood of Man, pero entonces no se utilizó para los trabajos del grupo. Un año después, cuando la formación preparaba su nuevo álbum de estudio, los productores descubrieron que necesitaban una canción más para completarlo y lo aceptaron en esta ocasión, con el título Save Your Kisses for Me. Sheriden aprovechó el tiempo para introducir arreglos instrumentales, como un juego de timbres al principio. Otro de los cambios fue la interpretación, que a petición de la discográfica corrió a cargo de la otra voz masculina del grupo, Martin Lee.
Por otro lado, Reino Unido abrió por primera vez la preselección para el Festival de Eurovisión a la participación de varios artistas, en lugar de seleccionar de forma interna a un artista. Tony Hiller, productor del grupo, envió "Save Your Kisses for Me" a la British Broadcasting Corporation, que aceptó incluirlo en la final. Brotherhood of Man se convirtió en el representante británico al vencer la preselección celebrada el 25 de febrero de 1976, superando al grupo Co-Co por solo dos puntos. El sencillo salió a la venta el 5 de marzo, y dos semanas antes del festival musical se convirtió en número 1 de Reino Unido e Irlanda.
La final del Festival de la Canción de Eurovisión 1976 tuvo lugar el 3 de abril en La Haya, y Brotherhood of Man actuó en primer lugar. Los cuatro participaban en una coreografía en la que solo movían brazos y piernas al compás de la música, y Martin Lee interpretaba la canción mientras que el resto hacían los coros. Por otro lado, la orquesta estuvo dirigida por Alyn Ainsworth. "Save Your Kisses for Me" ganó el concurso con 164 puntos, con votos de todos los participantes, y siete 12 -máxima puntuación- de Bélgica, España, Grecia, Israel, Noruega, Portugal y Suiza. Con este resultado, se trata de la canción más puntuada en la historia de Eurovisión respecto a la puntuación máxima obtenible desde que se introdujo el sistema de votación de 12 puntos en 1975 al obtener  un 80,39% de la puntuación máxima que en 1976 era de 204 puntos (al multiplicar por 12 el número de países participantes menos uno).

## Repercusión
Tras el Festival, "Save Your Kisses for Me" fue número 1 en las listas de éxitos de varios países europeos, incluyendo a España, e incluso dio el salto a las listas de éxitos estadounidenses. Durante un breve periodo, la canción figuró en el Hot 100 de Billboard, donde llegó hasta el puesto número 27. En Reino Unido, el sencillo consiguió el Disco de Platino después de seis semanas en la máxima posición de las listas de éxitos, y fue el tema más vendido del año 1976. En ese sentido, continúa siendo una de las 100 canciones más vendidas en la historia del Reino Unido, con más de un millón de copias.
Brotherhood of Man continuó su carrera musical, aunque su éxito fue más moderado y restringido a Reino Unido y algunos países europeos, con sencillos como "My Sweet Rosalie". En ese sentido, el grupo continúa activo. En 2005, la Unión Europea de Radiodifusión reconoció a "Save Your Kisses for Me" como una de las quince canciones más populares de la historia del Festival de Eurovisión, dentro del programa especial Congratulations.